# Daewoo K7
Die Daewoo K7 wurde im Jahr 2003 als Maschinenpistole mit eingebautem Schalldämpfer vorgestellt. Die Waffe wird vom südkoreanischen Jaebeol Daewoo hergestellt. Sie basiert auf der Daewoo K1, von der das Aluminiumgehäuse und die Schulterstütze verwendet wurden. Das K7 wurde auf der International Defence Exhibition 2003 zum ersten Mal der Öffentlichkeit vorgestellt.

## Technik
Die Waffe verschießt Unterschallmunition im Kaliber 9 mm Para und stellt eine preisgünstige Alternative zum MP5SD dar. Aufgrund der schwachen Munition konnte die Waffe als Rückstoßlader mit unverriegeltem Masseverschluss konzipiert werden. Die Waffe verwendet 30-Schuss-Stangenmagazine. Es können eigens für die Waffe entwickelte 30-Schuss-Magazine, 30-Schuss-Magazine der Uzi oder 32-Schuss-Magazine der Beretta M12 verwendet werden. Ein Verschlussfang ist vorhanden. Die Waffe besitzt drei Feuermodi: Einzelfeuer, 3er-Feuerstoß und Dauerfeuer. Zu langes Dauerfeuer beschädigt allerdings den integrierten Schalldämpfer, da die Kadenz mit 1150 Schuss pro Minute sehr hoch ist. Die offene Visierung wurde ebenfalls vom K1 übernommen.